# Jassargus obtusivalvis
Jassargus obtusivalvis är en insektsart som beskrevs av Carl Ludwig Kirschbaum 1868. Jassargus obtusivalvis ingår i släktet Jassargus och familjen dvärgstritar. Inga underarter finns listade i Catalogue of Life.